# (36155) 1999 RO206
1999 RO206 (asteroide 36155) é um asteroide da cintura principal. Possui uma excentricidade de 0.12136320 e uma inclinação de 15.79116º.
Este asteroide foi descoberto no dia 8 de setembro de 1999 por LINEAR em Socorro.